# Nicky Romero
Nicky Romero, pseudonimo di Nick Rotteveel (Amerongen, 6 gennaio 1989), è un disc jockey e produttore discografico olandese.
Dal 2012 è presente nella prestigiosa classifica Top100Djs della rivista Dj Magazine con il piazzamento più alto al n°7 nel 2013.

## Biografia
In gioventù, dopo aver trascorso un anno a Kingston, Canada, Nicky tornò nei Paesi Bassi per finire la scuola.

## Carriera discografica
Nel 2012 è diventato popolare grazie al singolo Toulouse che è rimasto per molto tempo nella Beatport Top Ten. Ha guadagnato fama grazie alle collaborazioni con il DJ francese David Guetta, in particolare con il singolo Metropolis. Ha debuttato nel 2012 nella classifica DJ Mag in diciassettesima posizione vincendo il premio come miglior new entry.
Nel 2012 crea anche la propria casa discografica, la Protocol Recordings, con la quale fa uscire i singoli Iron con Calvin Harris e Like Home con il duo australiano Nervo, il cui video ufficiale è stato pubblicato il 21 febbraio 2013.
Il 29 dicembre 2012 pubblica il singolo I Could Be The One con Avicii e con la collaborazione vocale della cantante svedese Noonie Bao (Jonnali Parmenius). Il brano riceve un discreto successo e rimane per parecchio tempo in cima alla classifica di Beatport, raggiungendo, inoltre, la prima posizione nella classifica dei brani più scaricati nel Regno Unito. Nel marzo 2013 partecipa all'Ultra Music Festival durante il quale riceve un grande riscontro positivo dal pubblico. Qualche giorno dopo esce il suo nuovo singolo Symphonica, il quale dopo pochi giorni si instaura in testa alla classifica di Beatport. Nel luglio del 2013 anche il singolo Legacy, con Krewella, raggiunge la testa della stessa classifica.
Partecipa a Tomorrowland nel 2013 in cui, oltre ad esibirsi da solo, partecipa al live di David Guetta insieme ad Afrojack. Successivamente, sempre nel 2013, passa nella classifica DjMag dalla diciassettesima posizione dell'anno precedente alla settima, grazie al grande successo riscosso.
Pubblica, in seguito, il remix della celebre canzone Stay The Night di Zedd, che riscuote un notevole successo, ed il suo edit di Rip It Up di R3hab.
Nel 2014 ha partecipato all'Ultra Music Festival tenutosi a Miami, dove presenta alcune delle sue nuove collaborazioni tra le quali Let Me Feel con i Vicetone.
Nel giugno dello stesso anno esce il suo nuovo singolo Feet On The Ground con la voce della cantante Anouk, il quale raggiunge la vetta delle classifiche dei più celebri siti di musica, come Beatport.
Partecipa al Tomorrowland dove presenta alcuni dei suoi nuovi singoli tra i quali Warriors in collaborazione con Volt & State. Nella classifica di Dj Mag scende di una posizione passando alla numero 8. Nel 2015 partecipa all'Ultra Music Festival di Miami e ottiene anche questa volta un grande apprezzamento.

## Discografia

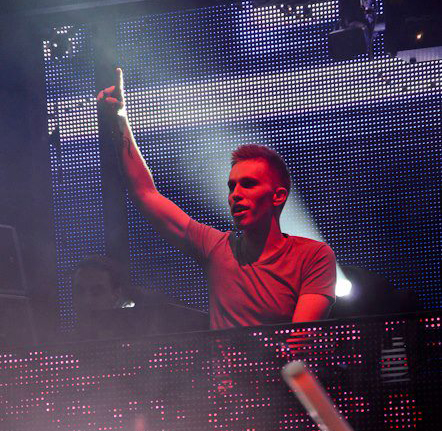
Nicky Romero

### Singoli & EPs
- 2008 – Hear My Sound
- 2008 – Funktion One
- 2008 – Q.W.E.R.T.Y.
- 2008 – Globe
- 2009 – Ducktale
- 2009 – Konichiwa Bitches! (con Kenneth G)
- 2009 – Get High
- 2009 – Signature
- 2009 – Woods Of Idaho
- 2009 – It's Me Bitches
- 2009 – Can U Feel It (con Nilson)
- 2010 – My Friend
- 2010 – Seventy Two (con Firebeatz)
- 2010 – Amfibi (con Firebeatz)
- 2010 – Switched
- 2010 – Assigned
- 2010 – Pixelized
- 2010 – When Love Calls (con Basto)
- 2010 – Growl
- 2011 – Solar
- 2011 – Play 'n Stop
- 2011 – Sliced (con Bingo Players)
- 2011 – Keyword
- 2011 – Schizophrenic (feat. Mitch Crown)
- 2011 – Bootcamp (con Apster)
- 2011 – Camorra
- 2011 – Beta (con Hardwell)
- 2012 – Toulouse
- 2012 – Se7en
- 2012 – Freaky (con Fedde Le Grand)
- 2012 – Slacking (con Fedde Le Grand)
- 2012 – Generation 303
- 2012 – Tension
- 2012 – Wild One Two (con Jack Back & David Guetta feat. Sia)
- 2012 – Metropolis (con David Guetta)
- 2012 – WTF!? (con ZROQ)
- 2012 – Sparks (con Fedde Le Grand)
- 2012 – Human (con Zedd)
- 2012 – Iron (con Calvin Harris)
- 2012 – Like Home (con Nervo)
- 2012 – I Could Be The One (con Avicii)
- 2013 – Still The Same Man (con Nilson & John Christian)
- 2013 – Symphonica
- 2013 – Legacy (con Krewella)
- 2013 – Ignition
- 2013 – S.O.T.U (con Sunnery James & Ryan Marciano feat. Fast Eddie)
- 2014 – Feet On The Ground (feat. Anouk)
- 2014 – Let Me Feel (con Vicetone feat. When We Are Wild)
- 2015 – Warriors (con Volt & State)
- 2015 – Lighthouse
- 2015 – Harmony (con Stadiumx)
- 2016 – Future Funk (con Nile Rodgers)
- 2016 – Novell
- 2016 – The Moment
- 2016 – Ready 2 Rumble
- 2017 - Crossroads (con Navarra)
- 2017 - Iconic (con John Christian)
- 2017 - Sober (con Cheat Codes)
- 2017 - Champion Sound (con Teamworx)
- 2017 - Only for your love (con Florian Picasso)
- 2018 - PRTCL
- 2018 - Where Would We Be (con ROZES)
- 2018 - Duality
- 2018 - Here We Go (Hey Boy, Hey Girl) (con Dimitri Vegas & Like Mike)
- 2018 - Me on You (con Taio Cruz)
- 2018 - Rise (con Stadiumx feat. Matluck)
- 2018 - Be Somebody (con Steve Aoki feat. Kiiara)
- 2018 - Paradise (con Deniz Koyu feat. Walk off the Earth)
- 2018 - Bittersweet (con Trilane & Kokaholla feat. Quarterback)
- 2018 - My Way (feat. Alice Berg)
- 2019 - Distance (con Olivia Holt)
- 2019 - Ring the Alarm (con David Guetta)
- 2019 - Up's & Down (con W&W)
- 2019 - Midnight Sun (con Florian Picasso)
- 2019 - Love You Forever (con Stadiumx feat. Sam Martin)
- 2019 - Everybody Clap (con Dimitri Vegas & Like Mike)
- 2020 - Burning (feat. Jorgan Grace)
- 2020 - I Need You to Know (con Armin Van Buuren feat. Ifimay)
- 2020 - Destiny (con Deniz Koyu feat. Alexander Tidebrink)
- 2020 - Only for You (con Sick Individuals feat. Xira)

### Remix & Edit
- 2008 – Prunk Le Funk - Chronology
- 2009 – Mell Tierra & Sebastian D feat. Stanford - Maximize
- 2009 – Steff Da Campo vs. Ecoustic feat. Lady Rio - Freakybeatza (Nicky Romero & Praia Del Sol Remix)
- 2009 – Sidney Samson & Tony Cha Cha - Get On The Floor
- 2009 – DJ Jean - Play That Beat
- 2009 – Pizetta feat. Reagadelica - Klezmer
- 2009 – Quintino feat. Mitch Crown - Heaven
- 2009 – Firebeatz & Apster - Skandelous
- 2009 – DJ Rose - feat. Dj echo02 Twisted
- 2009 – Quintin vs. DJ Jean - Original Dutch
- 2009 – Michael Mendoza feat. I Fan - Be Without You
- 2009 – David Guetta feat. Kelly Rowland - When Love Takes Over (Nicky Romero Bootleg)
- 2010 – Ian Carey feat. Michelle Shellers - Keep On Rising
- 2010 – Hardwell & Funkadelic - Get Down Girl
- 2010 – Firebeatz & Apster - Skandelous
- 2010 – DJ Jose - Like That (Nicky Romero Bigroom Remix)
- 2010 – Sandy Vee feat. Robin S. - Straight To The Sky
- 2010 – Sol Noir feat. Dj echo02 - Superstring
- 2010 – Sivana - Confusion
- 2010 – Mischa Daniëls feat. J-Son - Where You Wanna Go
- 2010 – Grooveyard - Mary Go Wild
- 2010 – Housequake - People Are People
- 2010 – Fedde Le Grand feat. Mitch Crown - Rockin' High
- 2010 – DJ Jesus Luz & Alexandra Prince - Dangerous (Nicky Romero Festival Mix)
- 2010 – Kylie Minogue - All the Lovers (Nicky Romero Remix)
- 2010 – Ned Shepard - Chromatic (Nicky Romero & Nilson Remix)
- 2010 – Green Velvet - Flash (Nicky Romero Remix)
- 2011 – Alex Gaudino feat Kelly Rowland - What a feeling (Nicky Romero Remix)
- 2011 – Taio Cruz - Dynamite (Nicky Romero Bootleg)
- 2011 – Usher - More (Nicky Romero Bootleg)
- 2011 – Abel Ramos feat. Rozalla - Where Is The Love
- 2011 – Jerome Isma-Ae & Daniel Portman feat. Max'C - Flashing Lights
- 2011 – Tanja La Croix feat. Andy P - Hard To Handle
- 2011 – Flo Rida - Turn Around (5, 4, 3, 2, 1)
- 2011 – Housequake feat. Michele David - Out Of The Dark
- 2011 – David Guetta feat. Flo Rida & Nicki Minaj - Where Them Girls At
- 2011 – Enrique Iglesias feat. Lil Wayne & Usher - Dirty Dancer
- 2011 – Sidney Samson vs. Tara McDonald - Dynamite
- 2011 – Junkie XL – Molly's E (Nicky Romero Molly's E Remix)
- 2011 – David Guetta feat. Usher - Without You
- 2011 – Erick Morillo & Eddie Thoneick feat. Shawnee Taylor - Stronger
- 2011 – David Guetta feat. Sia - Titanium
- 2011 – Tonite Only - Haters Gonna Hate (Nicky Romero 'Out Of Space' Remix)
- 2012 – Kelly Clarkson - What Doesn't Kill You (Stronger)
- 2012 – Madonna feat. Nicki Minaj & M.I.A. - Give Me All Your Luvin'
- 2012 – Eva Simons - I Don't Like You
- 2012 – Mark Maitland & James Oliver - Point Blank (Nicky Romero Edit)
- 2013 – Ludacris feat. David Guetta & Usher - Rest of My Life
- 2013 – Calvin Harris feat. Ellie Goulding - I Need Your Love
- 2013 – Zedd feat. Hayley Williams - Stay the Night (Nicky Romero Remix)
- 2013 – R3hab & Lucky Date - Rip It Up (Nicky Romero Edit)
- 2014 – John Christian - Next Level (Nicky Romero Edit)
- 2014 – Cygnus X - Superstring (Nicky Romero 2014 Rework)
- 2014 – Chocolate Puma - Step Back (Nicky Romero VIP Special)
- 2015 – One Direction - 18 (Nicky Romero Remix)
- 2015 – Polyna - Angel (Nicky Romero Club Mix)
- 2015 – Magnificence & Alec Maire feat. Brooke Forman - Heartbeat (Nicky Romero Edit)
- 2017 – Trilane & Yaro - Miss Out (Nicky Romero Edit)
- 2017 – Linkin Park feat. Kiiara - Heavy (Nicky Romero Official Remix)
- 2017 – Stadiumx & Taylr Renee - Howl at the Moon (Nicky Romero Remix)
- 2017 – SWACQ - Love (Nicky Romero Edit)
- 2017 – The Chainsmokers - Young (Nicky Romero Remix)
- 2017 – Martin Garrix & David Guetta - So Far Away (Nicky Romero Remix)
- 2018 – Nicky Romero & ROZES - Where Would We Be (Nicky Romero Edit)
- 2018 – Afrojack & Jewelz & Sparks - One More Day (Nicky Romero Remix)
- 2018 – Nicky Romero & Taio Cruz - Me on You (Nicky Romero Edit)
- 2020 – Robin Schulz feat. Alida - In Your Eyes (Nicky Romero Remix)
- 2020 – Teamworx, Mr. SID & George Z - Techno (Nicky Romero Edit)
- 2020 – Nicky Romero – Toulouse (Nicky Romero 2020 Edit)

### Protocol Recordings
- 2012 – Nicky Romero & ZROQ - WTF?!
- 2012 – Nicky Romero & Calvin Harris - Iron (Remixes)
- 2012 – Nicky Romero & Nervo - Like Home
- 2012 – Nicky Romero & Nervo - Like Home (Remixes)
- 2012 – Tony Romera - Pandor
- 2013 – Vince Moogin - Love Me Right
- 2013 – Nicky Romero - Symphonica
- 2013 – Nicky Romero - Symphonica (Remixes)
- 2013 – John Dahlbäck - Nuke
- 2013 – Don Diablo feat. Alex Clare & Kelis - Give It All (Don Diablo & Cid Remixes)
- 2013 – Nicky Romero vs. Krewella - Legacy
- 2013 – Nicky Romero vs. Krewella - Legacy (Remixes)
- 2013 – Don Diablo & CID - Prototype
- 2013 – Vicetone - Tremble
- 2013 – Bassjackers - Zing
- 2013 – Kryder - Pyrmd
- 2013 – Michael Calfan - Falcon
- 2013 – Merk & Kremont - Zunami
- 2013 – Pelari - Rave
- 2013 – R3hab & Lucky Date - Rip It Up (Nicky Romero Edit)
- 2013 – R3hab & Lucky Date - Rip It Up
- 2014 – Tritonal & Paris Blohm feat. Sterling Fox - Colors
- 2014 – Tritonal & Paris Blohm feat. Sterling Fox - Colors (Remixes)
- 2014 – Skidka & Hard Rock Sofa - Moloko
- 2014 – Stadium X feat. Taylr Renee - Howl At The Moon
- 2014 – Stadium X feat. Taylr Renee - Howl At The Moon (Remixes)
- 2014 – Nicky Romero Pres. Miami 2014
- 2014 – Vicetone feat. Chloe Angelides - White Lies
- 2014 – BlasterJaxx - Echo
- 2014 – Bobina & Vigel - Crunch
- 2014 – Martin Volt & Quentin State, Burgundy's - Conspiracy
- 2014 – John Christian - Next Level (Nicky Romero Edit)
- 2014 – John Christian - Next Level (Remixes)
- 2014 – Lush & Simon - Hunter
- 2014 – Nicky Romero & Anouk - Feet on the Ground
- 2014 – John Dahlback feat. Melanie Fontana - Fireflies
- 2014 – Bobby Rock feat. Cimo Frankel - New Life
- 2014 – Sultan & NedShepard vs. The Boxer Rebellion - Keep Moving
- 2014 – Sultan & NedShepard vs. The Boxer Rebellion - Keep Moving (Remixes)
- 2014 – Martin Volt & Quentin State - Rush
- 2014 – Row Rocka - Saffron
- 2014 – Thomas Newson & Magnificence - Blizzard
- 2014 – Ispolins - Ispolins
- 2014 – Nicky Romero & Vicetone - Let Me Feel
- 2014 – Nicky Romero Pres. Protocol ADE 2014
- 2014 – Tommy Trash & Wax Motif - HEX
- 2014 – Evol Waves - Inferno
- 2014 – Nicky Romero feat. Anouk - Feet On The Ground (Remixes)
- 2014 – Tom Swoon & Stadiumx feat. Rico & Miella - Ghost
- 2014 – Nicky Romero & Vicetone - Let Me Feel (Remixes)
- 2014 – Blinders - Sirene
- 2015 – Paris Blohm feat. Charles - Demons
- 2015 – Merk & Kremont & Volt & State - Black & White
- 2015 – Deniz Koyu & Don Palm - Lift

### Album/EP
- 2012 – Gift EP
  - Freaky (con Fedde Le Grand)
  - Slacking (con Fedde Le Grand)

### Produzioni
- 2013 – David Guetta ft. Rihanna - Right Now
- 2013 – Britney Spears - It Should Be Easy

## Curiosità
Nicky Romero ha fatto un cameo in We Are Your Friends, un film del 2015.